# جولي إي. كرام
جولي إي. كرام (بالإنجليزية: Julie E. Cram)‏ هي عضوة مجموعة ضغط أمريكية، ولدت في 23 يناير 1965.